# Mariano Veloy García
Mariano Veloy García (La Corunya, 17 de maig de 1923 - Barcelona, 3 de febrer de 1988) fou un futbolista espanyol de les dècades de 1940 i 1950.

## Trajectòria
Centrecampista gallec que arribà al RCD Espanyol l'any 1943 procedent del Fabril Deportivo. Al club blanc-i-blau romangué durant deu temporades, en les quals fou finalista de la Copa d'Espanya el 1947, va viure les mítiques golejades per 7 a 1 al Reial Madrid i per 6 a 0 al FC Barcelona i formà part de l'anomenat equip de l'oxigen d'Alejandro Scopelli. Romangué al club fins al 1954, la darrera temporada a l'equip B, any en què fitxà per l'Avilés Industrial. Un cop retirat s'establí a Barcelona on morí l'any 1988.